# خالد بن يزيد بن معاوية
خالد بن يزيد بن معاوية هو حفيد الخليفة الأموي الأول معاوية بن أبي سفيان وابن الخليفة الثاني يزيد بن معاوية. أبو هاشم القرشي، الأموي الدمشقي، أخو الخليفة معاوية، والفقيه عبد الرحمن كان مهتماً بالعلوم وراعيا للمشتغلين بها، وهو أول من اهتم من العرب بعلم الكيمياء وترجم فيه الكتب من اللغة اليونانية إلى اللغة العربية، وألف فيه رسائل.
كان من بيت الخلافة في دمشق وبعد أن تنازل أخوه معاوية بن يزيد وطلبها متنازعاً عليها مع عبد الله بن الزبير ومروان بن الحكم، فذهبت إلى مروان بن الحكم واتجه هو إلى طلب العلم، وخصوصاً علم الكيمياء فأصبح من أشهر العلماء العرب.
أمه هي أم هاشم: فاختة بنت أبي هاشم بن عتبة بن ربيعة بن عبد شمس بن عبد مناف بن قصي بن كلاب بن مرة بن كعب بن لؤي بن غالب بن فهر بن مالك بن النضر بن كنانة بن خزيمة بن مدركة بن إلياس بن مضر بن نزار بن معد بن عدنان.
فقد تعلم خالد بن يزيد هذه الصنعة واستحضر من الأقباط المتحدثين بالعربية مثل مريانوس، وشمعون، وإصطفان الإسكندري، وطلب إليهم نقل علوم الصنعة إلى العربية.
واشتهر اسمه من بين الخيميائيين اللاحقين، فتمت ترجمة عدد من الكتب المنسوبة إليه إلى اللغة اللاتينية في العصور الوسطى العليا. وكانت إحدى هذه الأعمال المترجمة، وهي «رسالة مريانس الراهب الحكيم للأمير خالد بن يزيد»، أول ما تُرجم من الكتب الخيميائية العربية إلى اللغة اللاتينية، فقد ترجمها المستعرب الإنجليزي روبرت أوف تشستر في يوم 11 فبراير من سنة 1144، تحت اسم «كتاب تكوين الخيمياء» (باللاتينية: Liber de compositione alchemiae).

## مع الكيمياء
إن أقدم نص عن اهتمام خالد بالكيمياء والطب هو الذي يرد في كتاب «البيان والتبين» للجاحظ الذي يذكر أن خالداً كان أول من ترجمت له كتب النجوم والطب والكيمياء، ويذكر النديم في «الفهرست» أن خالداً كانت له محبة للعلوم فأمر بإحضار جماعة من فلاسفة اليونان ممن كان ينزل مصر ويجيد العربية وأمرهم بنقل الكتب عن الصنعة من اللسان اليوناني والقبطي إلى اللسان العربي، وكان هذا أول نقل في الإسلام من لغة إلى لغة، ويورد النديم رواية عن محمد بن إسحاق، أن خالداً نجح في عمل الصنعة وله في ذلك عدة كتب ورسائل، وأنه رأى من كتبه، كتاب «الحرارات» وكتاب «الصحيفة الكبير» وكتاب «الصحيفة الصغير» وكتاب «وصية إلى ابنه في الصنعة».
أما ابن خلكان فيذكر أن خالداً أخذ الصنعة من رجل من الرهبان يقال له مريانس التقى به في نواحي القدس واستقدمه إلى دمشق ليتعلم منه وأن لخالد في علم الصنعة ثلاث رسائل تضمنت إحداها ما جرى له مع مريانس وطريقة تعلمه، والرموز التي أشار إليها، وأن له أشعاراً كثيرة.

## منهجه
(إن خالد بن يزيد بن معاوية كان من القادة الأوائل لعلم الكيمياء، فهو الذي أمر بترجمة الكتب الإغريقية التي تناولت بعض الدراسات الكيميائية، وعكف على دراستها والتعليق عليها حتى برع في هذا الحقل)، لذا اهتمَّ خالد بن يزيد بن معاوية في آخر حياته بالتأليف فكتب كثيرًا من الكتب والرسائل، ذكر بعضها في الفهرست لمحمد بن إسحاق بن النديم، وكشف الظنون لحاجي خليفة، ووَفَيات الأعيان لابن خَلِّكان ومنها:
1. كتاب وصيته إلى ابنه في الصنعة.
2. كتاب الحرارات.
3. كتاب الصحيفة الكبير.
4. كتاب الصحيفة الصغير.
5. ثلاث رسائل في الصنعة احتوت إحداهن على ما جرى بينه وبين مريانوس.
6. السر البديع في فلك الرمز المنيع.
7. كتاب الرحمة في الكيمياء.
8. منظومة فردوس الحكمة في علم الكيمياء، ويذكر صاحب كشف الظنون حاجي خليفة أن هذه المنظومة تحتوي على ثلاثمئة وخمسة عشر بيتًا مطلعها:

ويروي أبو الفرج الاصفهاني في كتابه الاغاني رواية طريفة تدل على تواضع خالد بن يزيد بن معاوية المتميز وعقله الراجح (ففي ذات مرة قابل خالد بن يزيد راهبا فسأله الراهب أنت من أمة محمد؟ فقال خالد: نعم فسأله الراهب: أمن علمائهم ام من جهالهم، فقال خالد بن يزيد: لست من علمائهم أو جهالهم، قال الراهب: الستم تزعمون في كتابكم ان أهل الجنة يأكلون ويشربون، فأجاب خالد بن يزيد: بأن لهذا مثلا في الدنيا، فسأله الراهب: فما هو؟ قال خالد: مثل الصبي في بطن أمه يأتيه رزقه من الرحمن بكرة وعشيا لا يبول ولا يتغوط، فأدرك الراهب انه يخاطب عالما وقال: الم تزعم بأنك لست من علمائهم؟! فأجابه خالد بلى ما انا من علمائهم ولا من جهالهم)، ويرى بعض الباحثين ان جعفر الصادق ألتقى بخالد بن يزيد وأخذ عنه الكيمياء وقد تمت التعمية على هذه المعلومة من قبل بعض المؤرخين لاسباب سياسية وعقدية معروفة.

## شعره
يورد البلاذري في أنسابه بيتين من شعر خالد يقول فيهما:
ويذكر د. فؤاد سزكين في «تاريخ التراث العربي» أن آثار خالد الشعرية: ديوان النجوم، فردوس الحكمة، والقصائد في الكيمياء، وقصيدة كيميائية، ومنظومة في الكيمياء، وخمس قصائد، والقصيدة الكيمائية.
ويقول د. جلال شوقي عنه: «إنه أوَّل من أنشأ ما نعرفه اليوم بالنظم التعليمي، حيث سجل معارفه في علم الصنعة في قوالب شعرية» ويضيف أن ديوانه يشتمل على 2.903 أبيات، وتبدأ القصيدة الأولى من الديوان بالأبيات التالية:
وعن الإكسير يقول:
وينتهي الديوان بالأبيات التالية:
ويشير جلال شوقي إلى أن القصائد مرتبة في ديوان خالد بن يزيد بحسب قوافيها على حروف المعجم.

## قالوا عنه
- قال الزبير بن بكار: كان موصوفا بالعلم، وقول الشعر، وقيل: دار الحجارة كانت داره، وقد صارت اليوم قيسارية للذهب الممدود.
- قال أبو زرعة الدمشقي: هو وأخواه من صالحي القوم.
- وروى الزهري أن خالدا كان يصوم الأعياد: الجمعة، والسبت، والأحد.

قلت: أجاز شاعرا بمائة ألف لقوله فيه: سألت الندى والجود حران أنتما فقالا جميعا إننا لعبيد [ ص: 383 ] فقلت: فمن مولاكما؟ فتطاولا علي وقالا: خالد بن يزيد
- وقد ذكر خالد للخلافة عند موت أخيه معاوية ; فلم يتم ذلك، وغلب على الأمر مروان بشرط أن خالدا ولي عهده.

قيل: تهدد عبد الملك بن مروان خالدا وسطا عليه، فقال: أتهددني ويد الله فوقك مانعة، وعطاؤه دونك مبذول؟
- قال الأصمعي: قيل لخالد بن يزيد: ما أقرب شيء ؟ قال: الأجل، قيل: فما أبعد شيء ؟ قال: الأمل، قيل: فما أرجى شيء ؟ قال: العمل

وعنه، قال: إذا كان الرجل لجوجا، مماريا، معجبا برأيه، فقد تمت خسارته .
- قال ابن خلكان كان خالد يعرف الكيمياء، وصنف فيها ثلاث رسائل . وهذا لم يصح .
- قال ابن النديم كان خالد بن يزيد بن معاوية فاضلا في نفسه له همة ومحبة للعلوم، خطر بباله حب الصنعة (الكيمياء) فتتلمذ على يد الراهب الرومي مريانوس وتعلَّم منه صنعة الطبِّ والكيمياء، وله فيها ثلاث رسائل؛ هي: (السر البديع في فك الرمز المنيع)، و (فردوس الحكمة في علم الكيمياء)، و (مقالتا مريانوس الراهب)، ذكر فيه ما كان بينه وبين مريانوس، وكيف تعلَّم منه الرموز التي أشار إليها، فأمر باحضار جماعة من فلاسفة اليونانيين إلى دمشق وقد تفصح بالعربية وأمرهم بنقل الكتب من اللسان اليوناني والقبطي إلى العربي. وهذا أول نقل وترجمة كان في الإسلام من لغة إلى لغة في عصر الدولة الأموية.
- وقال الجاحظ: خالد بن يزيد خطيب شاعر، وفصيح جامع، جيد الرأي، كثير الأدب، وهو أول من ترجم كتب النجوم والطب والكيمياء.
- وقال الذهبي في سير الأعلام: كان من نبلاء الرجال، ذا علم وفضل وصوم وسؤدد.
- وقال ابن خلكان في وفيات الأعيان: كان من أعلم قريش بفنون العلم. وكان بصيرا بهذين العلمين: الطب والكيمياء متقناً لهما، وله نظم رائق.
- ذكر الزهري أن خالد بن يزيد بن معاوية كان يصوم الأعياد كلها: الجمعة، والسبت، والأحد. جلب العلماء وأجرى عليهم المال ليترجموا العلوم الكيميائية والطبية من اللغات اليونانية والقبطية إلى العربية، واهتم بعلم الكيمياء، كما اهتم بعلوم الطب والفلك. ساهم في ترسيخ الكيمياء كعلم بدلا عن الخيمياء واستفاد منها في الصيدلة وهو أول من استعمل علم الكيمياء لصناعة بعض الأدوية لخدمة الطب. قال الشعر، وألف العديد من الكتب والرسائل. ولُقب بحكيم بني أمية.
- أما الجاحظ فقد قال في كتابه البيان والتبيين: «كان خالد بن يزيد بن معاوية خطيبًا شاعرًا، وفصيحًا جامعًا، وجيِّدَ الرَّأْي، كثيرَ الأدب، وكان أوَّل من أعطى التراجمة والفلاسفة، وقرّب أهل الحكمة، ورؤساء كل صناعة، وترجم كتب النجوم والطب والكيمياء والحروب والآداب والآلات والصناعات». وشهادة الجاحظ في حقِّ خالد تؤكد أنه أنفق من ماله على العلم، كما تَرُدُّ على الذين ادَّعَوْا أن خالدًا تعلَّم الكيمياء بحثًا عن الأموال التي افتقدها عندما تنازل عن الخلافة.
- وقال عنه الذهبي في سير الأعلام: «وكان من نبلاء الرجال، ذا علمٍ وفضل وصوم وسُؤْدُدٍ». وقال ابن خَلِّكان في وَفَيات الأعيان: «كان من أعلم قريش بفنون العلم... وكان بصيرًا بهذين العلميْن: الطب والكيمياء، متقنًا لهما... وله شعر جيد».[5]

## ذريته
فولد خالد بن يزيد:
- سعيد بن خالد بن يزيد بن معاوية بن أبي سفيان، والدته كانت بنت سعيد بن العاص، وأمها بنت عثمان بن عفان.
- أبو سفيان بن خالد بن يزيد بن معاوية بن أبي سفيان.
- عتبة بن خالد بن يزيد بن معاوية بن أبي سفيان.
- حرب بن خالد بن يزيد بن معاوية بن أبي سفيان.
- يزيد بن خالد بن يزيد بن معاوية بن أبي سفيان.
- عبد الله بن خالد بن يزيد بن معاوية بن أبي سفيان، من ولده أبو العميطر علي والعبّاس وأمهما نفيسة بنت عبيد الله بن العباس بن على بن أبي طالب؛ بويع أبو العميطر بالخلافة بدمشق زمن الأمين بدمشق، فأسر، ثم هرب، وخلع نفسه، واختفى، ومات.[9][10]

## زواجه
تزوج رملة بنت الزبير بن العوام. وفيها يقول في قصيدة مشهورة:
فزاد أعداؤه في الأبيات:
وفي قصة مشهورة أن عبد الملك قال له: تنصرت يا خالد. فقال وما ذاك؟ فأنشده هذا البيت فقال له خالد: على من قاله ومن نحلنيه لعنة الله.

## وفاته
توفي في عام 90 هـ الموافق 709 .

## وصلات خارجية
- خالد بن يزيد الأموي.. رائد علم الكيمياء، د.راغب السرجاني، قصة الإسلام
- خالد بن يزيد - وقرار ترك الإمارة والتوجه إلى العلم، برنامج قرار جرئ، د.راغب السرجاني